# Arthrostylidium ekmanii
Arthrostylidium ekmanii là một loài tre thuộc chi Arthrostylidium có nguồn gốc từ Trung Mỹ, Tây Ấn, phía bắc Nam Mỹ, và phía nam Mexico. Loài này được C.L.Hitchc. mô tả khoa học đầu tiên năm 1936.